# Секст Квинтилий Валерий Максим
Секст Квинтилий Валерий Максим (на латински: Sextus Quintilius Valerius Maximus) e политик и сенатор на Римската империя през 2 век.

## Биография
Роден е в Александрия Троас близо до Троя в Мала Азия. Син е на Секст Квинтилий Валерий Максим, който бил легат на Ахея.
През 151 г. Максим е консул заедно с брат си Секст Квинтилий Кондиан. През 168/169 или 169/170 г. става проконсул на Азия. От 170/171 до 174/175 г. двамата са correctores на Ахея и я управляват заедно. През 182 г. двамата са убити от император Комод, който си присвоява тяхната вила и я прави на своя резиденция.
Баща е на Секст Квинтилий Кондиан (консул 180 г.).
Руините на тяхната вила на Квинтилиите, посторена през 150 г., стоят на Виа Апиа извън Рим.